# Vikingetid
Vikingetiden er en periode i Europas historie og særligt i Skandinaviens historie fra slutningen af 700-tallet e.Kr. til omkring 1050. I Norden er der tradition for at se vikingetiden som en selvstændig epoke, men internationalt ses perioden som en del af middelalderen (som udenfor Skandinavien regnes fra ca. 500 til 1400-tallet).
Vikingetiden opfattes i dansk sammenhæng enten som den periode, der fulgte efter yngre germansk jernalder (sv) eller som en afsluttende forlængelse af yngre germansk jernalder, inden den glider over i middelalderen. Det var en tid, hvor nordboere udforskede Europa via havene og floderne for at handle, plyndre, kolonisere og erobre. Nordboerne bosatte sig på Grønland og Newfoundland samt på Færøerne og på Island, i Skotland, England, Irland, Holland, Tyskland, Ukraine, Rusland og Tyrkiet. Selv om vikingerne på mange punkter bliver betragtet som brutale plyndringsmænd, viser mange kilder, at deres invasioner var gengældelse for kristne missionærer og muligvis de saksiske krige med Karl den Store, eller at de blev motiveret af overbefolkning, ubalanceret handel og mangel på landbrugsjord. Kilderne til vikingerne er hovedsageligt deres fjenders, primærkilder som arkæologi og sekundære kilder som de islandske sagaer.
Nordboerne bosatte sig særligt i de nære områder. Der, hvor de var mest massivt til stede, har vikingerne sat varigt præg på kulturen. Det kan ses i mange stednavne, afledninger af norrøne ord i moderne sprog og kunsten.
Blandt vikingernes største teknologiske vindinger var deres skibe, der med sejl kunne tilbagelægge store afstande over åbent hav. Det mest kendte er langskibet, der med sin manøvredygtighed og lave køl kunne gå ind på lavt vand. Det blev brugt på plyndringstogter. Knarr og snekke var også typiske for tiden. Deres rustninger og våben bestod af sværd, spyd, hjelme, skjolde og buer.

## Historiske betragtninger
I England er vikingetidens begyndelse sat til den 8. juni 793, hvor vikingerne angreb klosteret på øen Lindisfarne ud for Northumberlands kyst. Munkene blev dræbt eller slæbt med som trælle, og vikingerne stjal fra kirken. Det er baggrund for bønnen "A furore Normannorum libera nos, Domine", "Herre, fri os fra Nordboernes vrede."
Tre vikingeskibe gik på grund ved Weymouth Bay fire år tidligere (selv om en skrivefejl i den Angelsaksiske Krønike daterer det til 787), men dette strejftog har muligvis været en handelsekspedition, der gik galt, snarere end et plyndringstogt. Lindisfarne var anderledes, og vikingernes ødelæggelser på Northumbrias Holy Island blev rapporteret af den lærde Alcuin af York, der skrev: "Aldrig før er en sådan rædsel forekommet i Storbritannien ".
Vikingerne blev opfattet som voldelige og blodtørstige af deres fjender. I engelske middelalderlige krøniker bliver de beskrevet som "ulve blandt får".
Første gang man begyndte at udfordre de mange vikingefjendtlige beskrivelser i britiske manuskripter, var i 1600-tallet. Pionerer inden for vikingeforskning fik en lille læserkreds i Storbritannien. Sprogforskere sporede vikingernes idiomer og ordsprog, og der blev skrevet nye ordbøger over det norrøne sprog. Det gjorde, at flere i viktoriatiden kunne læse de islandske sagaer.
I Skandinavien var de første forskere, der brugte runeinskriptioner og islandske sagaer som primærkilder, danskerne Thomas Bartholin og Ole Worm og svenskeren Olaus Rudbeck. I oplysningstiden og den nordiske renæssance udviklede historikere som den norsk-islandske Thormodus Torfæus, den dansk-norske Ludvig Holberg og den svenske Olof von Dalin en mere "rationel" og "pragmatisk" tilgang til historien.
I sidste halvdel af 1700-tallet, mens de islandske sagaer stadig blev brugt som vigtige historiske kilder, blev vikingetiden igen associeret med en barbarisk og uciviliseret periode i Nordens historie.
Det var først i 1890'erne, at forskere uden for Skandinavien for alvor begyndte at revurdere den traditionelle tolkning af vikingernes bedrifter, og vikingerne begyndte at blive anerkendt for deres kunstneriske og teknologiske evner samt for deres bedrifter som sømænd.
Indtil for nylig var vikingernes historie hovedsageligt baseret på de islandske sagaer, Saxo Grammaticus' danmarkshistorie, Gesta Danorum, Kijevrigets Nestorkrøniken og Cogad Gáedel re Gallaib. I dag bruger de fleste forskere dem ikke direkte, men baserer sig mere på arkæologiske fund, numismatik og andre videnskabelige discipliner og metoder.

## Historisk baggrund
De vikinger, der invaderede Vest- og Østeuropa, var hovedsageligt asatroende fra Danmark, Norge og Sverige. De bosatte sig på Færøerne, Island, Irland, Skotland (Caithness, Hebriderne, Northern Isles), Grønland og i Canada.
Det nordgermanske sprog, norrønt, var grundstammen for de skandinaviske sprog. I 801 var der opstået en stærk centralmagt i Jylland, og danerne begyndte at se ud over deres eget område efter jord, handel og plyndring.
I det bjergrige Norge med de mange fjorde var der stærke naturlige grænser. Her var samfundene uafhængige af hinanden til forskel fra i Danmark, der er lavland. Omkring år 800 eksisterede der 30 mindre kongeriger i Norge.
Havet var den nemmeste vej mellem de norske kongerige og resten af verden. Det var i 700-tallet, at skandinaver begyndte at bygge krigsskibe og sende dem på plyndringstogter. Det var begyndelsen på vikingetiden. De, der sejlede på Nordsøen, var handlende, kolonister, opdagelsesrejsende og plyndringsmænd.

## Årsager til nordisk ekspansion
Der er mange teorier om årsagen til vikingernes ekspansion og invasioner. Ønsket om at opdage nyt land spillede nok en vigtig rolle. England, Wales og Irland var sårbare for angreb, da de var opdelt i mange mindre kongeriger i indbyrdes krig og magtkampe. Frankerne var bedre organiserede og bedre forsvaret. Overbefolkning i de skandinaviske riger spillede også en rolle. Teknologisk udvikling som brugen af jern og mangel på kvinder som følge af selektiv kønsudvælgelse har muligvis også spillet en rolle. Stridigheder, der var forårsaget af den frankiske ekspansion syd for Skandinavien og frankernes angreb på vikinger i Sønderjylland, kan også have spillet en rolle. Harald Hårfager havde samlet Norge og havde fordrevet mange. De søgte derfor nye hjem og indledte en række angreb på Harald.
Vikingerne har sået om foråret og indledt deres rejser, så de kunne nå tilbage med deres varer og plyndringsgods inden høst.
Der er stadig debat blandt forskere, om hvorfor man ekspanderede fra 700- til 1000-tallet. Der er opstillet flere modeller og teorier om årsagen.
Demografisk model
Denne model foreslår, at Skandinavien oplevede kraftig befolkningstilvækst umiddelbart inden vikingetiden. Landsbrugslandet i området var ikke godt nok til at producere tilstrækkeligt med føde til den voksende befolkning. Som et resultat heraf stod mange skandinaver uden jord og status, og de søgte derfor ud for at opnå begge dele ved plyndringer og koloniseringer. Befolkningen voksede fortsat, og den søgte derfor længere og længere væk for at finde nyt land. På den måde nåede den uden for Østersøen og rundt i hele Europa.
Økonomisk model
Denne model går på, at vikingetiden var et resultat af voksende urbanisering og handel med resten af Europa. I takt med at den islamiske verden voksede, kom der nye handelsruter, og rigdomme og velstand opstod langs dem. Disse ruter gik længere og længere nordpå. I Vesteuropa begyndte større byer at opblomstre i det, der blev kaldt det "lange ottende århundrede". Ligesom mange andre europæere blev befolkningen i Skandinavien tiltrukket af disse rige handelscentre, der snart efter blev hyppige mål for vikingetogter. Forbindelsen mellem Skandinavien og de større og rigere handelsnetværk lokkede vikingerne til Vesteuropa og derfra videre til resten af Europa og dele af Mellemøsten. Nedgravede fund af vikingesølv som Cuerdale Hoard og Vale of York Hoard har givet arkæologer god indsigt i dette fænomen.
Ideologisk model
Vikingetiden falder sammen med den middelalderlige varmeperiode (ca. 800–1300) med ophør ved den lille istid (ca. 1250). Plyndringen på Lindisfarne er samtidig med Karl den Stores saksiske krige eller de kristne krige mod hedningene i Sachsen. Historikerne Rudolf Simek og Bruno Dumézil har fremlagt en teori om, at vikingeangrebene har været et modsvar på kristendommens udbredelse blandt hedningene. Professor Rudolf Simek mener, at "det ikke er et tilfælde, at den tidlige vikingeaktivitet sker på samme tid som Karl den Stores styre". Da kristendommen gjorde sit indtog i Skandinavien, var der store konflikter i Norge, der splittede riget i næsten et århundrede.
Politisk model
Der er to led i den politiske model:
- Den første er den eksterne "træk"-faktor. Den består i, at svage politiske ledere i Storbritannien og Vesteuropa var attraktive mål for vikingetogter. Årsagen til disse svagheder varierer, men i mange tilfælde er der tale om decentraliseret politik eller religiøse områder. Vikingerne kunne derfor nemt angribe og plyndre ét sted for så at rejse videre til et nyt område under en anden konge eller religion.
- Den anden faktor er den interne "skub"-faktor. Den falder sammen med, at man i perioden inden vikingetiden oplevede en stor centralisering af magten i de områder, som er blevet det moderne Danmark, Sverige og særligt Norge. Den centraliserede magt tvang hundredvis af høvdinger fra deres landområder, der langsomt blev overtaget af de konger og dynastier, som begyndte at opstå. Mange af disse høvdinger søgte derfor tilflugt andetsteds og hærgede kysterne på De Britiske Øer og Vesteuropa.[24]

Teknologisk model
Denne model foreslår, at vikingetiden skete som følge af opfindelser, der tillod, at vikingerne kunne tage på plyndringstogt. Der hersker ingen tvivl om, at der fandtes pirater i Østersøen inden vikingetiden, men udviklingen i skibsteknologi gjorde det muligt for vikingerne at rejse længere og over i højere grad over åbent vand for at tage på deres plyndringstogter. Blandt disse nye opfindelser og udviklinger var støre sejl, at krydse og at sejle 24-timer i døgnet.
Disse modeller indeholder det meste af det, vi ved om motiverne og årsagerne til vikingetiden. Sandsynligvis er perioden et resultat af en kombination af flere af de ovenstående modeller.

## Historisk overblik
Det tidligst daterede vikingeangreb fandt ifølge den Angelsaksiske Krønike sted i 789, hvor en gruppe mænd fra Norge sejlede til Isle of Portland i Dorset (det blev fejlagtigt noteret som år 787). En kongelig embedsmand opfattede dem som købmænd. Da de blev bedt om at tage til kongens herregård for at betale skat for at handle, dræbte de embedsmanden. Begyndelsen på vikingetiden på De Britiske Øer bliver ofte sat til 793, hvor vikingerne ifølge den Angelsaksiske Krønike plyndrede et vigtigt kloster på øen Lindisfarne. I moderne tid er det bredt accepteret, at der nok er tale om 8. juni i stedet for januar):
 År 793. Dette år kom et frygteligt forvarsel over Northumbrias land og forfærdede folket meget: det var enorme lysflader, der jog gennem luften, hvirvelvinde og ildsprudende drager, der fløj over horisonten. De voldsomme tegn blev snart fulgt af stor hungersnød: og ikke længe efter, på den sjette dag før midten af januar samme år, skabte hærgende indfald af hedenske mænd begrædelige ødelæggelser på Guds hus på Hellig-øen (Lindisfarne), ved plyndring og nedslagtning. 

 —  Angelsaksiske Krønike.
Ifølge Ulster-annalerne var der en række alvorlige angreb på Lindisfarnes moderkloster på øen Iona i 794, og de blev fulgt af plyndringer langs Irlands nordkyst i 795. Fra baser, som de etablerede her, angreb nordboerne igen Iona i 802, hvor de dræbte mange blandt Céli Dé Brethren og brændte klostret ned.
Frankernes kongerige under Karl den Store blev særligt plaget af disse plyndringsmænd, der kunne sejle op ad Seinen stort set uden risiko. I slutningen af Karl den Store og hans sønner og børnebørns styre begyndte en række vikingetogter, der kulminerede i en gradvis skandinavisk erobring og bosættelse i det område, som i dag kendes som Normandiet.
Skandinavernes klinkbyggede langskibe var ekstremt velegnede til både dybt hav og lavt vand ved kyster og i floder. De gjorde det muligt for de nordiske plyndringsfolk, handlende og bosættere at sejle langs kystlinjer og på de store floder i Vesteuropa. Rurik af Novgorod rejste mod vest, og i 859 blev han hersker over Novgorod ved floden Volkhov, enten ved erobring eller via invitation fra de lokale. Hans efterkommere flyttede yderligere og grundlagde den tidlige østslaviske stat Kijevriget med hovedstad i Kijev. Staten eksisterede til 1240, hvor mongolerne invaderede Rusland.
Andre nordiske folk, særligt fra det moderne Sverige og Norge, fortsatte til den sydlige ende af Sortehavet og videre til Konstantinopel. Når vikingeskibene gik på grund på lavt vand, blev de ifølge flere kilder vippet på siden og slæbt over land til dybere vand. Den østlige forbindelse, som disse væringer opnåede, bragte byzantinsk silke og mønter fra Samarkand fra Det Røde Hav til York.
I 884 blev en hær af danske vikinger besejret ved slaget ved Norditi (ved Hilgenried Bugt) langs den germanske Nordsøskyst af en frisisk hær under ærkebiskop Rimbert af Bremen-Hamburg. Det endte med en komplet og varig tilbagetrækning fra Østfrisland.
I 911 indgik den franske kong Karl den Enfoldige en aftale med vikingehøvdingen Rollo, der var af dansk eller norsk herkomst. Karl gav Rollo titlen som hertug og tildelte ham og hans tilhængere landområdet kendt som Normandiet. Til gengæld svor Rollo troskabsed til Karl, konverterede til kristendommen og fik opgaven med at forsvare de nordlige område af Frankrig mod andre invaderende vikingegrupper. Adskillige generationer senere identificerede normanniske efterkommere af disse vikingebosættere sig som normanner og bragte det normanniske sprog (et romansk sprog med germansk indflydelse) og deres normanniske kultur til England i 1066. Med den normanniske erobring blev de den herskende klasse af aristokrater i angelsaksisk England.
Vikingetidens Skandinavien bliver normalt regnet for afsluttet ved etablering af en kongelig autoritet i de respektive lande og ved indførelsen af kristendommen som den dominerende religion. Tidspunktet bliver normalt sat ved begyndelsen af 1000-tallet: I Norge blev vikingetiden afsluttet med slaget ved Stiklestad i 1030. Selv om Olav Haraldsson (senere kendt som Olav den Hellige) tabte slaget, spredte kristendommen sig, delvis på grund af stærke rygter om mirakler efter hans død. I Sverige blev kong Oluf Skotkonung (ca. 995–1020) normalt betragtet som overgangen mellem vikingetiden til middelalderen, da han var den første kristne konge over Sverige, og han blive associeret med voksende indflydelse i kirken i det sydvestlige og centrale Sverige.
Afslutningen på vikingetiden i England bliver typisk sat til den norske kong Harald Hårderådes mislykkede forsøg på at besejre den saksiske kong Harold Godwinson i 1066 under slaget ved Stamford Bridge; i Irland er det Strongbow og hans irsk-normanniske styrkers erobring af Dublin i 1171, der markerer afslutningen; og i Skotland er det Håkon 4. Håkonssons nederlag til kæmper, der var loyale mod Alexander 3. under slaget ved Largs i 1263. Godwinson blev en måned senere besejret af en anden efterkommer af vikingerne Vilhelm Erobreren, hertug af Normandiet, som var blevet erobret og bosat af vikinger i 911. Skotland fik sin nuværende form, da landet genvandt områder fra nordboere mellem 1200- og 1400-tallet; Western Isles og Isle of Man forblev under skandinavisk styre til 1266. Orkney og Shetland tilhørte den norske konge helt frem til 1469.

## Nordvesteuropa

### England
Ifølge den angelsaksiske krønike angreb vikingerne England i 793 og plyndrede Lindisfarne kloster, hvor man opbevarede Saint Cuthberts relikvier. Røverne dræbte munkene og stjal værdier. Angrebet markerer begyndelsen på "vikingetiden" og vikingernes invasioner, som blev gjort mulig af deres langskibe. Der var voldsomme men sporadiske angreb fra slutningen af 700-tallet på Englands nord- og østkyst; vikingertogterne fortsatte i mindre skala over hele England. De første angreb foregik i små grupper, men man mener alligevel, at der var en stor mængde planlægning involveret. Normænd plyndrede i vinteren mellem 840 og 841 i stedet for om sommeren, som det ellers havde været tilfældet, men de havde ventet på en ø ud for Irland, frem for at sejle hjem i efteråret. I 850 overvintrede vikingerne for første gang i England på øen Thanet i Kent. I 854 overvintrede en gruppe vikingerne på Isle of Sheppey i Themsens udmunding. I 864 vendte de tilbage til Thanet for at gøre øen til deres vinterlejr.
Året efter ankom Den Store Hedenske Hær ledet af brødrene Ivar Benløs, Halfdan, Ubba og en anden viking Gorm til East Anglia. De arbejdede sig til Northumbrien og erobrede York og grundlagde vikingesamfundet Jorvik, hvor flere bosatte sig som bønder og håndværkere. De fleste af de engelske kongeriger var i konflikt, og de kunne derfor ikke stille noget op mod vikingerne. I 867 blev Northumbrien den nordligste del af Danelag, efter Halfdan og Ivar havde erobret det og fået indsat Ecgberht som marionetkonge. I 870 ankom "den Store Sommerhær" til England under ledelse af vikingen Bagsecg og hans fem jarler. Med hjælp fra Den Store Hedenske Hær (som allerede havde hærget i store dele af England fra Jorvik), plyndrede Bagsecg en stor del af England til 871, hvor han planlagde en invasion af Wessex. Den 8. januar 871 blev Bagsecg og hans jarler dræbt under slaget ved Ashdown. Det resulterede i, at vikingerne vendte tilbage til det nordlige England, hvor Jorvik var blevet centralt i vikingernes kongerige. Alfred den Store formåede at holde dem ude af landet. Alfred og hans efterfølgere fortsatte med at drive vikingerne tilbage, og de endte med at indtage York. En ny bølge af norske vikinger ankom til England i 947, da Erik Blodøkse generobrede York.
I 1003 påbegyndte den danske kong Svend Tveskæg en række angreb på England. De kulminerede med en invasion, der førte til at Svend blev kronet som konge over England i 1013. Svend var også over konge over Danmark og dele af Norge . Englands trone gik videre til Edmund Jernside af Wessex efter Svends død i 1014. Svends søn, Knud den Store, genvandt tronen i 1016 ved en erobring. Da han døde i 1035 var han konge over Danmark, England, Norge og dele af Sverige. Harald Harefod blev konge over England efter Knuds død, og vikingernes styre i England var forbi.
Deres tilstedeværelse fortsatte til 1066, hvor en invaderende hær af vikinger tabte slaget ved Stamford Bridge mod Harold Godwinson. 19 dage senere led hans hær nederlag til normannerne, der selv nedstammede fra vikingerne, da de invaderede England og besejrede den svækkede engelske hær under slaget ved Hastings.
I 1152 ledte Eystein 2. af Norge et plyndringstogt ned langs Storbritanniens østkyst.

### Irland
Vikingerne plyndrede klostre på Irlands vestkyst i 795 og spredte sig derefter for at dække resten af kysten. Den nordlige og østlige del af øen blev værst ramt. I løbet af de først 40 år blev plyndringerne udført af små mobile grupper. Fra 830 begyndte de at bestå af større flåder af vikingeskibe. Efter 840 begyndte vikingerne at etablere permanente baser langs kysten. Dublin blev den mest betydningsfulde base. Irerne vænnede sig til vikingernes tilstedeværelse, og i nogle tilfælde blev de allierede eller giftede sig med hinanden.
I 832 invaderede en vikingeflåde på omkring 120 skibe kongerigerne på Irlands nord- og østkyst. Nogle mener, at det øgede antal af vikinger hænger sammen med de skandinaviske lederes ønske om at kontrollere de lukrative plyndringer på Irlands vestkyst. I midten af 830'erne begyndte vikingetogterne at gå længere ind i Irland. Floder og kanaler gjorde det muligt for vikingerne at komme længere ind i landet. Efter 840'erne fik de etableret permanente baser som udgangspunkt for nye plyndringer i størstedelen af Irland.
I 838 sejlede en mindre vikingeflåde på af floden Liffey i Vestirland. Den etablerede en base, der på irsk kaldes en longphort. Denne bosættelse blev senere til Dublin, og irerne oplevede vikinger fra de nordiske lande i omkring 40 år. Der blev også etablerede longphorts i Cork, Limerick, Waterford og Wexford.
Norske vikinger og andre skandinaver udførte omfatte plyndringstogter i Irland. De grundlagde Limerick i 812 og etablerede Waterford i 853. Desuden grundlagde vikingerne den eneste vikingehovedstad i verden uden for Norden: Dublin og handelshavnen Cork i 800-tallet. Det var hovedsageligt nordmænd, der bosatte sig og begyndte at gifte sig med de indfødte. Deres litteratur, håndværk og kunst påvirkede især disse områder i Irland. Vikingerne handlede på irske markeder i Dublin. Det styrkede byen som handelscenter. Under arkæologiske udgravninger har man fundet klæde fra England, Byzans, Persien og Centralasien. I 1000-tallet blev Dublin så overbefolket, at der blev opført huse uden for bymuren.
Et af de sidste store slag med vikinger var slaget ved Clontarf den 23. april 1014. Her kæmpede vikinger både i Brian Borus hær for begge de irske overkonger og i den vikingeledede hær mod ham. Irsk og vikingelitteratur afbilder slaget ved Clontarf som et møde mellem denne verden og det overnaturlige. Efter sigende skulle der have været både hekse, dæmoner og gobliner til stede. Et vikingedigt fortæller, at stedet var meget hedensk; valkyrier bestemte, hvem der skulle dø, og hvem der skulle leve.

### Skotland
Der er kun få beretninger om vikingerne i Skotland, men man antager, at de første vikingetogter til Skotland er gået til øen Iona, hvor der lå et kloster.
I 794 plyndrede de klostret på Lindisfarne i Northumbrien.
I 839 invaderede en stor nordisk flåde ad floderne Tay og Earn pikternes kongerige Fortriu. De besejrede Eogán mac Óengusa, deres konge, hans bror Bran og kongen af de skotske folk Dál Riata, Áed mac Boanta, samt mange andre medlemmer af det piktiske aristokrati. Det sofistikerede kongerige, der var her, faldt fra hinanden, og det samme gjorde pikternes lederskab, der havde været stabilt siden Óengus mac Fergusa. Cináed mac Ailpín blev konge af pikterne og skotterne, og det kan tilskrives vikingernes indtog.

#### Jarldømmet Orkney
I midten af 800-tallet havde nordboere bosat sig på Shetland, Orkney (Nordreys- Norðreyjar), Hebriderne og Isle of Man, (Sudreys- Suðreyjar – det er bevaret i Bispedømmet Sodor og Man) og dele af fastlandet i Skotland. De nordiske bosættere blev i en vis grad integreret i den lokale gæliske befolkning (se nordisk gælere) på Hebriderne og Man. Disse områder blev regeret af lokale jarler, der oprindelige havde været kaptajner på skibe eller Hersir. Jarlen af Orkney og Shetland krævede dog overherredømmet.
I 875 ledte kong Harald Hårfager en flåde fra Norge til Skotland. I sit forsøg på at forene Norge fandt han ud af, at mange af dem, som var imod hans styre, havde søgt tilflugt på disse øer. Herfra plyndrede de ikke blot udenlandske områder, men angreb også Norge. Han organiserede en flåde og formåede at undertrykke oprørerne, og i samme ombæring fik han bragt jarlerne ind under sig kontrol. Mange af oprørerne flygtede videre til Island. Hårfager blev dermed hersker over både Norge og The Isles, Mann og dele af Skotland.

#### Konger af the Isles
I 876 gjorde de nordisk-gæliske øer Man og Hebriderne oprør mod Harald. En flåde ledet af Ketil Fladnæse blev sendt afsted mod dem for at genoprette roen. Som belønning blev han hersker over Sudrey som vasal for Harald Hårfager. Hans barnebarn Thorstein den Røde og Sigurd den Store, jarlen af Orkney invaderede Skotland og kunne kræve tributter i halvdelen af kongeriget indtil de døde i kamp. Ketil udråbte sig selv som konge over Man og Øerne. Han endte dog med at blive gjort fredløs, og måtte flygte for Island, fordi han frygtede at folk ville udlevere ham for en løsesum.
De nordisk-gæliske konger over Mann og Øerne fortsatte med at have semiuafhænighed, og i 973 dannede de en forsvarsalliance med kongerne af Skotland og Strathclyde. I 1095 blev kongen af Mann og Øerne, Godred Crovan, dræbt af Magnus Barfod, der var konge af Norge. Magnus og kong Edgar af Skotland blev enige om en fredsaftale. Øerne ville blive kontrolleret af Norge, mens områderne på fastlandet ville overgå til Skotland. Norges konge fortsatte med at være konge over Mann og Øerne. I 1156 blev kongeriget delt i to. Det vestlige Mann og Øerne blev fortsat kaldt Kongeriget Mann og Øerne, mens de Indre Hebrider kom under Somerleds indflydelse, der var en skotskgælisk mand, der blev kaldt Konge af Hebriderne. Hans kongeriget udviklede sig senere til Lordship of the Isles.
I det østlige Aberdeenshire invaderede danerne området Cruden Bay.
Jarlerne af Orkney fortsatte med at styre store dele af det nordlige Skotland til 1196, hvor Harald Maddadsson indvilligede i at betale tribut til Vilhelm 1. af Skotland, konge over skotterne, for sine territorier på fastlandet.
Vikingetidens endeligt i Skotland regnes normalt for at være år 1266. I 1263 var kong Håkon 4. af Norge ankommet til Skotlands vestkyst fra Orkney og Norge på hævntogt, efter at skotterne havde angrebet Skye. Hans flåde slog sig sammen med kong Magnus af Man og kong Dougal af Hebriderne. Efter fredsforhandlingerne var slået fejl mødtes hans tropper med skotterne ved Largs i Ayrshire. Efter slaget var der ingen klar vinder, men det sikrede, at nordboerne ikke kunne sætte yderligere angreb ind det år. Håkon døde mens han overvintrede på Orkney, og i 1266 afstod hans søn Magnus 6. kongeriget Mann og Øerne samt alle territorier på fastlandet til Alexander 3. ved freden ved Perth.
Orkney og Shetland fortsatte med at blive styret som autonome jarldømmer under Norge til 1468, hvor Christian 1. gav dem som sikkerhed for medgiften for sin datter, der blev forlovet med James 3. af Skotland. Selv om der blev gjort forsøg på at få Shetland tilbage i både 1600- og 1700-tallet lykkedes det aldrig, og Charles 2. ratificerede pantsættelsen med 1669 Act for annexation of Orkney and Shetland to the Crown, hvor de udtrykkeligt blev fritaget for enhver "opsplitning fra hans majestæts landområder", og i dag bliver områderne betragtet som en officiel del af Storbritannien.

### Wales
Wales blev ikke koloniseret af vikinger i samme grad som det østlige England. De bosatte sig dog i syd bl.a. omkring St. David's, Haverfordwest og Gower. Stednavne som Skokholm, Skomer og Swansea er fortsat tegn på de nordiske bosættelse. Vikingerne fik dog ikke underkastet sig de walisiske bjergkongeriger.

### Island
Ifølge de islandske sagaer blev øen opdaget af Naddoddur, en viking fra Færøerne. Herefter blev øen hovedsageligt bosat af nordmænd, der flygtede fra Harald Hårfagers styre i slutningen af 800-tallet. Selv om det var en barskt land, var det muligt at dyrke jorden på nogenlunde samme måde som i flere områder i Norge. Ifølge Erik den Rødes Saga sejlede Erik vestpå, da han blev forvist fra Island, hvorefter han opdagede Grønland.

### Grønland
Vikingetidens bosættelser på Grønland blev etableret i de afskærmede fjorde i de sydlige og vestlige kyster. Der kom bosættelser i tre områder på omkring 650 km af vestkysten. Selv om det var en barskt område, tillod mikroklimaerne langs nogle fjorde at opdyrke mindre områder på samme måde som på Island, indtil klimaet ændrede sig under den lille istid omkring 1400.
- Østbygden bestod af omkring 450 gårde, som der fundet spor efter. Erik den Røde bosatte sig ved Brattahlíð ved Eriksfjord.
- Ivigtut-bosættelsen bestod af omkring 20 gårde.
- Vesterbygden ved nutidens Godthåbsfjord, blev etableret før 1100-tallet. Den er blevet grundigt udgravet af arkæologer.

### Kvenland
Kvenland (også Cwenland, Kænland og lignende stavemåeder i middelalderlige kilder) er en gammelt navn for et område i Fennoscandia. En samtidig reference til Kvenland findes i en oldengelsk kilde fra 800-tallet. Den brugte oplysninger fra den norske opdagelsesrejsende Ohthere. Kvenland, eller andre stednavne med lignende stavning, kendes også fra nordiske kilder, primært fra Island, men muligvis også fra en kilde fra Norge.
Alle andre nordiske kilder, der omtaler Kvenland, som bruger denne stavemåde eller en lignende, stammer fra 1100- eller 1200-tallet, men nogle af dem antages at være afskrifter af ældre tekster eller dele af dem.

## Østeuropa
Væringerne var skandinaver, ofte svenskere, der migrerede øst- og sydpå ind i de områder, som i dag hedder Rusland, Hviderusland og Ukraine Det foregik primært i 800- og 900-tallet. Her ernærede de sig ved handel, pirateri og som lejesoldater på flodsystemerne og ved Gardarige, og de nåede så langt som til Det Kaspiske Hav og Konstantinopel. Samtidige engelske manuskripter bruger navnet "viking" om de tidlige væringer.
Termen "væringer" forblev i brug af Det Byzantinske Rige til 1200-tallet, hvor det stort set ikke havde forbindelse til de skandinaviske rødder. Skandinaviske bosættere havde etableret sig i Aldeigja (Ladoga) i 750'erne, og de var sandsynligvis et element i den tidlige Rusbefolkning og spillede en rolle i dannelsen af Rus Khaganat. Væringene (Varyags, gammel østslavisk) bliver først gang nævnt i Nestorkrøniken, hvor de skulle have modtaget en form for beskyttelsespenge eller tribut fra slaviske og finske stammer i 859. På dette tidspunkt foretog vikingerne stor ekspansion i Nordeuropa; England betalte danegæld i 859, og Curonians fra Grobin blev udsat for en invasion på næsten samme tid.
I 862 gjorde finske og slaviske stammer oprør mod væringer-rus og drev dem over havet tilbage til Skandinavien, men snart efter kom stammerne i indbyrdes konflikt. Denne uorden gjorde, at de inviterede væringerne tilbage til området for "at komme og herske over dem" og bringe fred til området. Dette gav et lidt modsatrettet forhold til væringerne, der forsvarede de byer, som de herskede over. De blev ledet af Rurik og hans brødre Truvor og Sineus, og væringerne (kaldet Rus) bosatte sig omkring Novgorod (Holmgard).
I 800-tallet styrede rus-folket handelsruten på Volga, som forbandt det nordlige Rusland (Gardariki) med Mellemøsten (Serkland). I takt med at denne handelsrute blev mindre vigtig i løbet af århundredet, voksede handelsruten fra væringerne til grækerne hurtigt og overtog stort set handlen fra Volga. Bortset fra Ladoga og Novgorod var Gnezdovo og Gotland vigtigste handelscenter for væringerne.
Vestlige historikere er nogenlunde enige med Nestorkrøniken i, at disse skandinaver grundlagde Rus-byen Kiev i 880'erne og gav navn til området. Mange slaviske forskere er dog uenige i denne indflydelse og foreslår andre scenarier for denne del af Østeuropas historie.
I kontrast til den store skandinaviske indflydelse i Normandiet og på De Britiske Øer, så overlevede væringernes kultur ikke i samme omfang i Østeuropa. I stedet var den herskende klasse i de to magtfulde bystater Novgorod og Kiev grundigt "slavificeret" mod slutningen af 900-tallet. Der blev stadig talt oldnordisk i et distrikt i Novgorod helt frem til 1200-tallet.

## Centraleuropa
Vikingetidens skandinaviske bosættelser blev etableret langs sydkysten af Østersøen, hovedsageligt til handelsformål. Deres opstående lægger samtidig med slaviske stammers bosættelser samme i områder. Skandinaver havde haft kontakt med slaverne siden deres allerførste migrationer, og de blev snart efter fulgt op med det skandinaviske imperium og slavernes burghs i deres umiddelbare nærhed. Skandinavernes bosættelser var større end de tidlige slaviske, og deres håndværkere var mærkbart mere produktive, og til forskel fra de tidlige slaver, kunne skandinaverne også navigere på havet. Deres indflydelse på handlen i den slaviske verden blev dog begrænset til kystregionerne og områder der grænsede op til.
Skandinaviske bosættelser på Mecklenburg-kysten inkluderede Reric (Groß Strömkendorf) på Wismarbugtens østkyst, og Dierkow (nær Rostock). Reric blev etableret omkring år 700, men efterfølgende krige mellem Obotritter og danere gjorde, at købmænd flyttede til Hedeby. Dierkow blomstrede fra slutningen af 700-tallet indtil begyndelsen af 800-tallet.
Skandinaviske bosættelse på Pommerns kyst er Wolin (på øen Wolin), Ralswiek (på Rügen), Altes Lager Menzlin (ved floden Peene), og Bardy-Swielubie nær nutidens Kolobrzeg. Menzlin blev ebatleret i midten af 700-tallet. Wolin og Ralswiek begyndte at blomstre i løbet af 800-tallet. Det er også blevet foreslået, at der har været en købmandsbosættelse nær Arkona, men der er ingen arkæologiske fund, som kan underbygge denne teori. Menzlin og Bardy-Swielubie blev beboet i slutningen af 800-tallet, Ralswiek overlevede ind i det nye årtusind, men da nedskrevne kilder begynder at nævne området i 1100-tallet havde det mistet sin betydning. Wolin, der antages at være den samme by som den legendariske by Vineta og semimytiske Jomsborg, der var base for jomsvikingerne, blev ødelagt af danerne i 1100-tallet.
Skandinaviske pilespidser fra 700- og 800-tallet er fundet mellem kysten og søer i det mecklenburgske og pommerske indland. Det tyder på, at der har været krige mellem skandinaverne og slaverne.
Der eksisterede skandinaviske bosættelser langs Østersøens sydøstkyst i Truso og Kaup (Gammelpreussen), og i Grobin (Courland i Letland).

## Vest- og Sydeuropa

### Frankrig
Den franske region Normandiet har sit navn fra de vikinger, som invaderede landet, og som blev kaldt Normanni, "mænd fra Norden". I dag betyder nordmann eller nordmand en person fra Norge.
De første vikingetogter begyndte mellem 790 og 800 og foregik langs Vestfrankrigs kyster. De foregik primært om sommeren, da vikingerne rejste tilbage og tilbragte vinteren i Skandinavien. Adskillige kystområder blev tabt til vikingerne under Ludvig den Fromme (814–840). Men vikingerne drog fordel af uoverensstemmelser i kongefamilien efter Louis døde, så de kunne etablerede deres første koloni i den sydvestlige del af Frankerriget (ved nutidens Gascogne), der var blevet mere eller mindre forladt af de frankiske konger efter deres to nederlag ved Roncevaux. Angrebet i 841 gjorde stor skade på Rouen og Jumièges. Vikingerne forsøgte at stjæle værdigenstande fra klostrene. Det var lette mål, da munkene ikke havde noget forsvar. I 845 nåede en ekspedition op af Seinen helt frem til Paris. Fundet af franske dinarer fra omkring 847 i en samling sølvmønter fundet i 1871 ved Mullaghboden i County Limerick, hvor man ellers ikke slog mønt, stammer sandsynligvis fra plyndringerne fra 843–6. Efter 851 begyndte vikingerne at overvintre omkring Seinen. Vikingerne roede til Paris to gange mere i 860'erne, og forlod først byen, efter de havde fået plyndringsgods og betaling fra byens Karolingske herskere.
Karolingernes konger havde en tendens til modstridende politik, som fik store konsekvenser. I 867 underskrev Karl den Skaldede freden ved Compiègne, hvormed han overgav Cotentinhalvøen til den bretonske kong Salomon, på den betingelse, at Salomon skulle sværge troskab og kæmpe som allieret mod vikingerne. Ikke desto mindre tvang Rollo Karl den Simple til at underskrive freden i Saint-Clair-sur-Epte i 941, hvor Karl overdrog Rouen og et område i nutidens Haute-Normandie til Rollo, og etablerede hertugdømmet Normandiet. Til gengæld blev Rollo vasal for Karl i 940, konverterede til kristendommen og forpligtede sig til at bevogte flodmundingen af Seinen mod yderligere vikingeangreb, på trods af at præcis det modsatte ofte var tilfældet. Hertugdømmet Normandiet annekterede yderligere områder i Nordfrankrig, og udvidede det territorium, som oprindeligt var blevet forhandlet.
Mens mange bygninger blev plyndret, brændt og ødelagt af vikingeangrebene, så har kirkelige kilder muligvis tegnet et overdrevet negativt billede af vikingerne, da der ikke findes bevis for, at nogen by er blevet fuldstændigt ødelagt. Mange klostre blev ødelagt, og deres kirker blev ødelagt. Rollo og hans efterfølgere inddrog store mængder plyndringsgods.
Den skandinaviske kolonisering var hovedsageligt af norsk og dansk oprindelse under lederskab af Rollo, mens færre svenskere deltog. Sammensmeltningen af skandinaviske og frankiske elementer i området bidrog til dannelsen af en af de mest magtfulde feudalstater i Vesteuropa. Normannernes navigation og sejlads gjorde det muligt for dem at erobre england og Syditalien og spille en stor rolle under korstogene.

### Italien
Ifølge en beretning fra den normanniske munk Dudo af Saint-Quentin ankom en vikingeflåde, der sandsynligvis var under ledelse af Bjørn Jernside og Hastein, i 860 til den Liguriske havn Luni som de plyndrede. Vikingerne rejste de knap 100 km ned af Toscanas kyst til udmundingen af floden Arno, hvor de plyndrede Pisa. De fulgte herefter floden ind i landet, hvor de plyndrede Fiesole der lå over Firenze. De havde også succes andre steder i Middelhavet og på Sicilien og Nordafrika.
Mange angel-danskere og væringer kæmpede som lejesoldater i Syditalien. Fx Harald Hårderåde og William de Hauteville, der erobrede dele af Sicilien mellem 1038 og 1040, og Edgar Ætheling der deltog i den normanniske erobring af Syditalien. Der blev rejst runesten i Sverige til minde om krigere, der var faldet i Langbarðaland (Lombardernes Land), der er det oldnordiske navn for Syditalien.

### Spanien
Efter 842, da vikingerne havde etableret en permanent base ved udmundingen af Loire, kunne de rejse så langt sydpå som til det nordlige Spanien. Her angreb de Cádiz i 844. Under nogle plyndringstogter blev de slået tilbage af enten Kongeriget Asturias eller af Emiraternes hær. Disse vikinger blev hispaniceret i de kristne kongeriger, men de beholdt deres etniske identitet og kultur i Al-Andalus.
I 1015 sejlede en vikingeflåde op ad floden Minho og plyndrede byen Tui (Galicien), hvor biskoppen for området sad. Der blev ikke udnævnt nogen ny biskop før 1070.

### Portugal
I 844 ankom flere dusin langskibe ved Mar da Palha, der er floden Tagus' udmunding. Efter en belejring erobrede vikingerne Lissabon, der var under muslimsk kontrol og kendt som Lashbuna. De forlod byen igen efter 13 dage efter modstand fra byens indbyggere ledet af Alah Ibn Hazm. De forsøgte endnu et angreb i 966, men uden held.

## Nordamerika
Omkring år 986 ankom de norske vikinger Bjarni Herjólfsson, Leif den Lykkelige og Þórfinnr Karlsefni fra Grønland til Nordamerika over 500 år inden Christopher Columbus og forsøgte at bosætte sig i det land, som de kaldte Vinland. De etablerede en lille bosættelse i den nordlige ende af halvøen som i dag kaldes Newfoundland, nær L'Anse aux Meadows. Konflikter med de indfødte på kontinentet og mangel på støtte fra Grønland gjorde en ende på kolonien i Vinland efter få år. De arkæologiske rester fra bosættelsen er nu på UNESCOs Verdensarvsliste. Der er god videnskabelig belæg for at vikingerne var aktive i L'Anse aux Meadows i år 1021 plus/minus et 1 år.

## Norrøn indflydelse i det engelske sprog
De langsigtede lingvistiske effekter fra vikingernes bosættelser i England var tredobbelte. Over 1000 norrøne ord blev en del af det engelske sprog, adskillige stednavne i Øst- og Nordøstengland har danske navne, og mange personnavne er af skandinavisk oprindelse. Skandinaviske ord, der er blevet en del af moderne engelsk. Som fx landing, score, beck, fellow, take, busting og steersman. Langt størstedelen af låneordene optræder ikke i nedskrevne kilder før 1100-tallet; de inkluderer mange moderne ord, der bruger sk-lyder som skirt, sky og skin; andre ord, som optræder i nedskrevne kilder fra dette tidspunkt tæller again, awkward, birth, cake, dregs, fog, freckles, gasp, law, moss, neck, ransack, root, scowl, sister, seat, sly, smile, want, weak og window . Nogle af disse ord er i dag blandt de mest almindelige i moderne engelsk som to go, to come, to sit, to listen, to eat, both, same, get og give. Systemet med personlige pronominer blev også påvirket med they, them og their der erstattede tidligere former. Den norrøne indflydelse på verbet to be, udskiftningen af sindon med are er næsten med sikkerhed af skandinavisk oprindelse, og det samme er s-endelsen for tredje person ental, der markerer nutidsbøjningen af verber.
Der er mere end 1.500 skandinaviske stednavne i England hovedsageligt i Yorkshire og Lincolnshire, der ligger i Danelagen. Mere end 600 steder ender på by, by eller landsby, som Grimsby, Naseby og Whitby; mange andre ender på -thorpe ("gård"), -thwaite ("rydning") og -toft ("hjemsted").
Fordelingen af familienavne med skandinavisk indflydelse med efternavne, der ender på -son er koncentreret i nord og øst, hvor vikingerne havde bosættelser. Tidlige middelalderlige optegnelser indikerer at over 60 % af personnavne i Yorkshire og North Lincolnshire havde enten skandinavisk oprindelse eller skandinavisk indflydelse.

## Teknologi
Vikingerne var udstyret med teknologisk overlegne langskibe. De brugte også andre skibe, heriblandt knarren som handelsfartøj, da den var bredere og dybere. Vikinger var dygtige sømænd, og de var dygtige til kæmpe både til lands og til vands. De angreb typisk let tilgængelige og dårlige forsvarede mål, hvor det ofte var helt uden risiko. Den effektive taktik gav vikingerne ry som plyndringsmænd og pirater. Kronikører havde kun ganske lidt interesse for andre aspekter af deres kultur. Det ufuldstændige og skæve billede af vikingerne blev forstærket af manglen på samtidige primærkilder fra vikingernes egne samfund. Der var kun få kilder, før kristne kilder begyndte at bidrage til billedet af vikingerne. I takt med at historikere og arkæologer har udviklet deres teknikker og forskning, er krønikernes ensidede beskrivelse af vikingerne ændret sig til at give et mere balanceret og bredt indtryk af dem.
Vikingerne brugte deres langskibe på store afstande, og det gav dem taktiske fordele i slag. De kunne lave meget effektive "hit-and-run" angreb, hvor de hurtigt kom frem til målet, som de plyndrede, for derefter at forlade stedet lige så hurtigt, som de var kommet. Skibenes meget lille køl gjorde, at vikingerne kunne sejle i lavvandede farvande, hvilket tillod at de kunne benytte mange floder til at sejle ind i landet. Vikingeskibene var meget hurtige og kunne sejle 14-15 knob (ca. 25-30 km/h). Anvendelse af langskibe stoppede, da teknologien ændrede sig, og man i stedet begyndte at save plankerne frem for at kløve dem med økser.
Søslag var sjældne, men det skete, at vikingerne forsøgte at borde et handelsskib i skandinavisk farvand. Under større søslag bandt vikingernes deres skibe sammen og sejlede langsomt frem mod fjenden. Mens de nærmede sig, brugte krigerne spyd, bue og pil og andre ting til at ramme modstanderne inden de kom helt frem. Når skibene var tilpas tæt på, fulgte nærkamp med daneøkser, sværd og spyd indtil skibet kunne bordes. Taktikken med reb gjorde det muligt for vikingerne at forblive sammen og være i overtal. Teknikken gav dog også problemer, da et skib ikke kunne trække sig tilbage eller sætte efter fjendens skibe uden at bryde formationen. Det ville svække helheden. Generelt gjorde taktikken, at vikingerne hurtigt kunne overvinde svage forsvar på deres togter.
I takt med at der kom en mere centraliseret regering i de skandinaviske lande, udfasedes det gamle system med leding, hvor flåden blev mobiliseret ved at de enkelte skipen skulle stille med et skib. Ændringer i skibsbyggeteknik i resten af Europa gjorde, at langskibene mistede deres militære anvendelse. I 1000- og 1200-tallet blev europæiske krigsskibe bygget med en hævet platform for og agter, hvorfra bueskytter kunne beskyde de lavere langskibe.
Vikingernes bedrifter til søs var enestående. De fremstillede eksempelvis forbløffende præcise skemaer for sejladser. Nogle forskere har fundet ud af, at de kun afviger 2-4 % i forhold til moderne satellitnavigation selv over store afstande på Atlanterhavet.
Arkæologiske fund som Visby-linserne fra den svenske ø Gotland har muligvis været en del af et teleskop. De er dateret mange hundrede år før opfindelsen af teleskopet i 1600-tallet. Ny forskning tyder på, at vikingerne også har benyttet optiske kompasser til at navigere, ved at bruge islandsspat som prismer til at spalte lyset og polarisering, til at finde solens placering, når den ikke var direkte synlig. Forskere mener, at de har brugt dobbeltspat, der et gennemsigtigt mineral, til at polarisere sollyset, når der var overskyet for at fastlægge, hvor solen befandt sig. Der er også fund af såkaldte pejlskiver.

## Religion
Nordisk mytologi var udbredt i vikingetiden, og vikingerne blev af det meste af resten af Europa betragtet som hedninge. Den før-kristne nordiske religion går længere tilbage end vikingetiden, men i de islandske sagaer er opfattelsen i vikingetiden blevet beskrevet. De er dog nedskrevet nogle hundrede år senere, og der er ingen bevarede tekster fra vikingetiden, der omhandler vikingernes religion.
Religionen bestod af fortællinger om gudernes liv og deres konflikter med andre grupper af guddommelige væsener, men de var også symboler på de oplevelser og ting mytefortællerne selv mødte i deres liv. Guderne var typisk ansvarlige for et eller flere områder, som havde stor betydning for vikingerne. Som Odin (krig, visdom og død), Thor (vejrgud, beskytter af kosmos), Tyr (krig) Njord (fiskeri og søfart) og Freja (kærlighed). Fortællingerne omfatter også en skabelsesberetning, der forklarer ophavet til verden, guderne og menneskene.
På trods af at de nordiske guder var de mest udbredte i perioden, eksisterede kristendommen også. I begyndelsen var det hovedsageligt på missionær basis, men mod slutningen, blev den mere fremherskende. Den danske kong Harald Blåtand samlede riget, og på Jellingstenen tager han også æren for at have kristnet danerne, men overgangen til kristendommen skete gradvist over en længere periode.
Kirken var imod, at kristne var trælle hos ikke-kristne. Med indførslen af kristendommen faldt handel med trælle betragteligt, men det ophørte ikke før den tidlige middelalder.
På trods af kristendommens indførelse kom mange af de væsner fra den nordiske mytologi til at leve videre i skandinavisk folklore, og visse er overlevet helt op til moderne tid. Fx alfer, vætter, nisser og trolde. I vores dage har man også forsøgt at genskabe religionen, og flere er asetro.

## Håndværk og kunst
Arkæologien viser at håndværk i vikingetiden i reglen blev udført i byerne og på handelspladserne, hvor flere håndværkere var samlet. De vigtigste materialer var træ, linned, uld, læder og jern. I modsætning til tidligere var lertøj ikke så udbredt. I stedet brugte man især træ, jern og klæbersten fra Norge til beholdere. Kun ude på de enkelte gårde fandtes som regel en mindre produktion af lertøj af primitiv karakter. Jern var af afgørende betydning og blev benyttet til bl.a. redskaber, våben og skibe. Meget blev produceret lokalt af myremalm og udvundet i højovne. Produktion af jerngenstande var kompliceret. Af smedene havde våbensmeden den største prestige. Arkæologiske fund viser at våbensmedene var højt specialiserede håndværkere, der kunne fremstille produkter af meget høj kvalitet.
Vikingetidens kunst er af arkæologer blevet klassificeret i syv forskellige hovedstilarter, der var fremherskende i bestemte tidsepoker og/eller regioner. Disse stilarter kaldes: Broa, Berdal, Borre, Jellinge, Mammen, Ringerike og Urnesstil. Stilarterne er hver især blevet opkaldt efter den lokalitet, hvor man har fundet særligt fremtrædende genstande udsmykket i den pågældende stil; fx Jelling i Jylland.

## Handelscentre
Nogle af de vigtigste havne- og handelsbyer, der blev grundlagt under vikingertiden inkluderede både eksisterende og nuværende byer som Aarhus og Ribe i Danmark, Hedeby i Tyskland, Vineta i Pommern, Truso i Polen, Bjørgvin, Kaupang og Skiringssal i Norge, Birka i Sverige, Bordeaux i Frankrig, York i England, Dublin i Irland og Aldeigjuborg i Rusland.
Et af de vigtigste handelscentre var Hedeby. Den lå tæt på grænsen til Frankerriget og var en effektkiv sted, hvor flere kulturer kunne mødes. Den blev ødelagt af nordmændene omkring 1050. York var centrom for kongeriget Jórvík fra 866, og arkæologiske fund (bl.a. silkehat, en falsk mønt fra Samarkand og en muslingeskal fra Det Røde Hav eller Den Persiske Golf) tyder på, at skaninaverne i 900-tallet har haft handelsforbindelser til det Byzantinske Rige og mulgivis længere væk. Disse genstande kan også have været importvarer til Byzans, og der er ikke umiddelbart noget, som tyder på, at væringerne rejste meget længere end til Byzans og Det Kaspiske Hav.

## Bosættelser uden for Skandinavien
De Britiske Øer
England
- Danelagen
- Jórvík (York)
- Cumbria

Irland
- Arklow
- Dyflin (Dublin)
- Hlymrekr (Limerick)
- Veðrafjorðr (Waterford)
- Víkingr-ló (Wicklow)[83]
- Veisafjorðr (Wexford)

Isle of Man
- Mann

Skotland
- Caithness
- Galloway
- Kintyre
- Norðreyjar (Orkney and Shetland)
- Ross
- Suðreyjar (Hebriderne)
- Sutherland

Vesteuropa
- Normandiet

Østeeuropa
- Garðaríki (Rusland)
- Seeburg

Atlanterhavet
- Færøerne
- Island
- Grønland

Nordamerika
- Nordisk kolonisering i Amerika
- L'Anse aux Meadows (og muligvis et større område kaldet Vinland)

## Yderligere læsning

### Baggrund
- Brink, S. with Price, N. (eds) (2008). The Viking World, [Routledge Worlds], Routledge: London and New York, 2008. ISBN 978-0-415-69262-5
- Graham-Campbell, J. (2001), The Viking World, London, 2001. ISBN 978-0-7112-3468-0

### Yderligere værker
- Ahola, Joonas & Frog with Clive Tolley (eds.) (2014). Fibula, Fabula, Fact – The Viking Age in Finland. Studia Fennica Historica 18. Helsinki: Finnish Literature Society.
- Anker, P. (1970). The Art of Scandinavia, Volume I, London and New York, 1970.
- Fuglesang, S.H. (1996). "Viking Art", in Turner, J. (ed.), The Grove Dictionary of Art, Volume 32, London and New York, 1996, pp. 514–527, 531–532.
- Graham-Campbell, J. (1980). Viking Artefacts: A Select Catalogue, British Museum Publications: London, 1980. ISBN 978-0-7141-1354-8
- Graham-Campbell, James (2013). Viking Art, Thames & Hudson, 2013. ISBN 978-0-500-20419-1
- Roesdahl, E. and Wilson, D.M. (eds) (1992). From Viking to Crusader: Scandinavia and Europe 800–1200, Copenhagen and New York, 1992. [exhibition catalogue]. ISBN 978-0-8478-1625-5
- Williams, G., Pentz, P. and Wemhoff, M. (eds), Vikings: Life and Legend, British Museum Press: London, 2014. [exhibition catalogue]. ISBN 978-0-7141-2336-3
- Wilson, D.M. & Klindt-Jensen, O. (1980). Viking Art, second edition, George Allen and Unwin, 1980. ISBN 978-0-04-709018-9
- Carey, Brian Todd. “Technical marvels, Viking longships sailed seas and rivers, or served as floating battlefields”, Military History 19, no. 6 (2003): 70–72.
- Downham, Clare. Viking Kings of Britain and Ireland: The Dynasty of Ívarr to A.D. 1014. Edinburgh: Dunedin Academic Press, 2007
- Hudson, Benjamin. Viking Pirates and Christian Princes: Dynasty, Religion, and Empire in North America. Oxford: Oxford University Press, 2005 ISBN 0-19-516237-4.
- Logan, F. Donald The Vikings in History (London: Hutchison & Co. 1983) ISBN 0-415-08396-6.
- Maier, Bernhard. The Celts: A history from earliest times to the present. Notre Dame, Indiana: University of Notre Dame Press, 2003.